# ياسمين تشونجار
ياسمين تشونجار (بالتركية: Yasemin Çongar) (ولدت في 22 ديسمبر عام 1966) صحفية تركية وكاتبة.
تعد ياسمين تشونجار إبنة عازفة البيانو جولاي أوغوراتا حيث أنها قد توفيت في عام 1955. ووالدها هو المهندس الجيولوجي بهيج تشونجار حيث أنه يشغل منصب رئيس غرفة المهندسين الجيولوجية.
أنهت ياسمين تشونجار تعليمها الثانوي في الولايات المتحدة الأمريكية. وبدأت مهنة الصحافة في عام 1984 في وكالة أنباء أنكا. وفي الوقت الذي عملت به في مجال الصحافة تخرجت ياسمين من قسم الإقتصاد بكلية الملكية. وكانت تشتهر ياسمين تشونجا بنشاطها السياسي حول تأسيس الجمعيات للطلاب في كلية الملكية. وحازت ياسمين تشونجار على درجة الماجستير في مجال الدراسات الأمريكية من جامعة جورج تاون بالولايات المتحدة الأمريكية.
كتبت ياسمين تشونجار في العديد من المجلات مثل مجلة الغد ومجلة العلوم ومجلة الفن ولهما شهرة كبيرة للغاية من حيث قربهما لحزب العمال التركي تحت قيادة بهيجة بوران. وكانت ياسمين ضمن فريق العمل الذي يصدر مجلة الغد. وخلال هذه الفترة قد حوكمت ياسمين بتهمة «الدعاية الشيوعية» في أمن الدولة بإسطنبول إلا أنها قد بُرئت من هذه التهمة.
وعملت ياسمين تشونجار كمراسلة دبلوماسية في وكالة أنباء أنكا. وبعد ذلك عملت أيضاً في جريدة الجمهورية التي يديرها حسن جمال.
وقد ذهبت ياسمين تشونجار إلى لندن في مطلع عام 1990 وبدأت العمل في بي بي سي. وعندما عادت إلى تركيا دارت ياسمين شركة الأبحاث الإستراتيجية في مدينة إسطنبول. ثم بعد ذلك قدمت استقالتها ورحلت وإنضمت إلى فريق العمل الذي قام بإصدار جريدة القرن الجديد ووفقا لطه كيفانتش فحينما كانت ياسمين تشونجار محررة سياسية في الجريدة انتقلت إلى جريدة ميليت بناءً على اقتراح من أوفق جولدمير.
وكانت ياسمين تشونجار مراسلة واشنطن بجريدة ميليت وكانت أيضاً كاتبة مقالات بالعمود في هذه الصحيفة. ومنذ عام 1995 كانت تعمل بمهنة الصحافة في مدينة واشنطن. وكانت ياسمين تشونجار تكتب مقالات الحياة اليومية ومقالات فنية وأدبية في ملحق يوم الأحد بالجريدة وذلك بالإضافة إلى مقالات يوم الأثنين الذي تعكس سياسات أمريكا. وفي عام 2007 قد نشرت ياسمين مقابلات صحفية طويلة مع العديد من الروائيين مقل أورهان باموك، وبول أرستر وسلمان رشدي. وفي عام 2007 كانت على جدول الأعمال من خلال أخبار أحداث هدسون. وقد مثلت ياسمين واشنطن في قناة سي إن إن التركية، ومنذ عام 2006 بدأت ياسمين في تقديم برامج شهرية بعنوان «هنا واشنطن» على شاشة التلفزيون. وقدمت ياسمين فيما بعد استقالتها من قناة سي إن إن وبعد فترة من الوقت إنضمت ياسمين إلى فريق العمل بجريدة الحزب.
وفي ديسمبر عام 2012 قدمت ياسمين تشونجار استقالتها من جريدة الحزب سوياً مع الصحفي أحمد ألتان. وقد ألفت كتاب به مقالتين بعنوان «نحبكم للغاية»، «شبه قد غادرنا عنكم» و «الدخول في البناء خطير ومباح».
تزوجت ياسمين تشونجار وقد أنجبت طفلتين.

## وصلات خارجية
• مقالات صحيفة الحزب